# Хелън Рос
Хелън Рос (на английски: Helen Ross) е американски психоаналитик.

## Биография
Родена е на 16 март 1890 година в Индипендънс, САЩ, в многодетно семейство (седем деца). Завършва Университета в Мисури през 1911 и започва да работи като учител в продължение на пет години. През 1916 г. започва да учи социология в Брин Моур. По-късно започва да работи към американските железници и да изследва работните условия за жени.
В навечерието на Първата световна война Хелън и по-възрастната ̀и сестра създават летен лагер за момичета. Преживяванията в лагера я насочват все повече към интерес спрямо човешкото развитие, а от там и към психоанализата. През 1929 г. по идея на Франц Александер тя заминава за Виена. Там е анализирана от Хелене Дойч и започва да си сътрудничи с Ана Фройд. Хелън Рос успява да осигури средства за клиниката Хампстед (по-късно център Ана Фройд) от Фондацията Маршъл Фийлд в Чикаго. По-късно помага при превода на книгата на Август Айхорн „Трудната младеж“.
През 1934 г. се завръща в Чикаго и си отваря частна практика. От 1942 е административен директор на Чикагския психоаналитичен институт. Четиринадесет години по-късно, през 1956 г. Американската психоаналитична асоциация възлага на нея и Бертрам Левин да направят общ обзор на обучителните програми на седемнадесет американски психоаналитични института. Техния обзор излиза през 1960 г. под формата на книга озаглавена „Психоаналитично обучение в Съединените американски щати“. След това Рос се мести във Вашингтон, където става член на Вашингтонското психоаналитично общество и супервайзер на детските аналитици.
Умира на 10 август 1978 година във Вашингтон на 88-годишна възраст.
След смъртта ѝ Ана Фройд пише в писмо до една от сестрите ѝ:
| „               | За мен това означава, че нещо неизразимо скъпоценно го няма и никога няма да се върне. Рядката комбинация на доброта и интелигентност, непоколебимост и нежност, толерантност и острота на съждения, приятелство и взискателност на Хелън ѝ бяха толкова присъщи. Надявам се, че тя знае колко много хора и не само аз се чувстват зле. | “ |
| www.answers.com | |   |